# Alberto Eiguer
Alberto Eiguer est un psychiatre, psychanalyste français.
L'un de ses champs de travail porte sur le thème de la perversion narcissique.

## Biographie
Il est président de la Société française de thérapie familiale et professeur à l’Institut de psychologie de l’Université de Paris V.
Il a contribué à la Revue française de psychanalyse.

## Publications
- Petit traité des perversions morales, Bayard Jeunesse, (24 septembre 1997),  (ISBN 978-2227137318)
- Du bon usage du narcissisme, Éditions Bayard, 1999,  (ISBN 2-227-13766-5)

Années 2000.
- Des perversions sexuelles aux perversions morales. La jouissance et la domination, Éditions Odile Jacob, (10 février 2001),  (ISBN 978-2738109484)
- Le pervers narcissique et son complice, Dunod, 2004.

Années 2010
- Votre maison vous révèle : Comment être bien chez soi, Éditeur : Michel Lafon (18 avril 2013),  (ISBN 978-2749916842)
- L'inconscient de la maison, Éditeur : Dunod; Édition : 2e édition (3 juin 2009),  (ISBN 978-2100529025)
- Le tiers - Psychanalyse de l'intersubjectivité, (28 août 2013), Éditeur : Dunod (28 août 2013),  (ISBN 978-2100594832)
- Avec Francine André-Fustier, Le générationnel - Approche en thérapie familiale psychanalytique, Éditeur : Dunod (6 mars 2013),  (ISBN 978-2100591725)
- Psychanalyse du libertin, Éditeur : Dunod (13 octobre 2010),  (ISBN 978-2100549580)
- La famille de l'adolescent : Le retour des ancêtres, Éditeur : In Press, (3 novembre 2001),  (ISBN 978-2912404664).
- La part des ancêtres, Éditeur : Dunod, (8 février 2012),  (ISBN 978-2100573363)
- avec Eduardo Mahieu, Salomon Resnik, Rosa Lopez, Enrique Pichon-Rivière : Une figure marquante de la psychanalyse, Éditeur : L'Harmattan (15 mars 2006),  (ISBN 978-2296004009)
- Une maison natale - Psychanalyse de l'intimité, Éditeur : Dunod (6 avril 2016),  (ISBN 978-2100747313).
- L'analyste sous influence - Essais sur le contre transfert, Éditeur : Dunod (2019).
- Les pervers narcissiques, Éditeur : Presses Universitaires de France (2022).